# Getaria
Getaria, Gipuzkoa település Spanyolországban, Gipuzkoa tartományban. Getaria Zarautz, Aia, Aizarnazabal és Zumaia községekkel határos. Lakosainak száma 2906 fő (2024).

## Népesség
A település népessége az utóbbi években az alábbiak szerint változott:
| Lakosok száma | 2463 | 2510 | 2525 | 2628 | 2666 | 2726 | 2818 | 2821 | 2794 | 2906 |
|               | 2001 | 2004 | 2006 | 2009 | 2011 | 2014 | 2016 | 2019 | 2021 | 2024 |